# Moḩammadābād (ort i Kurdistan, lat 35,08, long 47,18)
Moḩammadābād (persiska: مُحَمَّدابادِ كَريان, مُحَمَّدابادِ كَرِيان, محمد آباد, Moḩammadābād-e Karīān) är en ort i Iran.   Den ligger i provinsen Kurdistan, i den nordvästra delen av landet, 400 km väster om huvudstaden Teheran. Moḩammadābād ligger 1 726 meter över havet och antalet invånare är 336.
Terrängen runt Moḩammadābād är huvudsakligen kuperad, men åt nordväst är den bergig. Moḩammadābād ligger nere i en dal.Runt Moḩammadābād är det ganska tätbefolkat, med 65 invånare per kvadratkilometer. Närmaste större samhälle är Mūchesh, 3,6 km sydväst om Moḩammadābād. Trakten runt Moḩammadābād består i huvudsak av gräsmarker.